# Catedral de Huancavelica
La Catedral de Huancavelica o iglesia Mayor de San Antonio de Huancavelica es la catedral y principal iglesia de Huancavelica. Su construcción se realizó entre los siglos XVI y XVII y fue inicialmente construida por los “Tonsurados”. El estilo arquitectónico predominante es el churrigueresco barroco.

## Ubicación
La Catedral de San Antonio de Huancavelica se ubica al frente de la plaza de Armas, en el centro de la ciudad de Huancavelica, perteneciente al departamento homónimo, en Perú.

## Historia
Esta Catedral era antiguamente conocida como la iglesia Matriz de San Antonio. La edificación fue iniciada por los “Tonsurados” y la construcción finalizó en julio de 1608, sin embargo, los retablos, lienzos, púlpitos y demás decoraciones y acabados, siguieron trabajándose y perfeccionándose durante las siguientes décadas.
La iglesia Mayor sufrió considerables daños en el terremoto que sacudió a Huancavelica el 28 de enero de 1687, siendo inmediatamente reparada. En esta reconstrucción se le agregó también una portada barroca, de piedra roja y en cada torre, dos airosos campanarios de tres cuerpos.
Luego de casi un siglo, en 1770, la Catedral volvió a ser reparada debido al mal estado de los tijerales y continuos aguaceros en el techo, ya que representaba un gran peligro de caerse.
El 3 de abril de 2007, un acto de lesa cultura y lesa fe: un individuo desconocido sustrajo  una pintura de la catedral, en los instantes que se celebraba una misa por Semana Santa. El cuadro, que representaba la cuarta estación del viacrucis de Jesús y de un valor incalculable, se encontraba emplazado en la nave izquierda del templo.

## Características del edificio

### Exterior
Las características arquitectónicas de esta iglesia y en general la mayoría de las iglesias de Huancavelica poseen una especial mezcla de rusticidad y arcaísmo en la arquitectura, con una decoración de lujo, riqueza y barroquismo churrigueresco. Posee un frontis de estilo barroco, construido con piedra roja extraída de la zona de Puka Rumi. del siglo XVII y un altar tallado en madera y recubierto en Pan de Oro, se pueden ver láminas de plata y lienzos de la escuela Cuzqueña y Huamanguina.

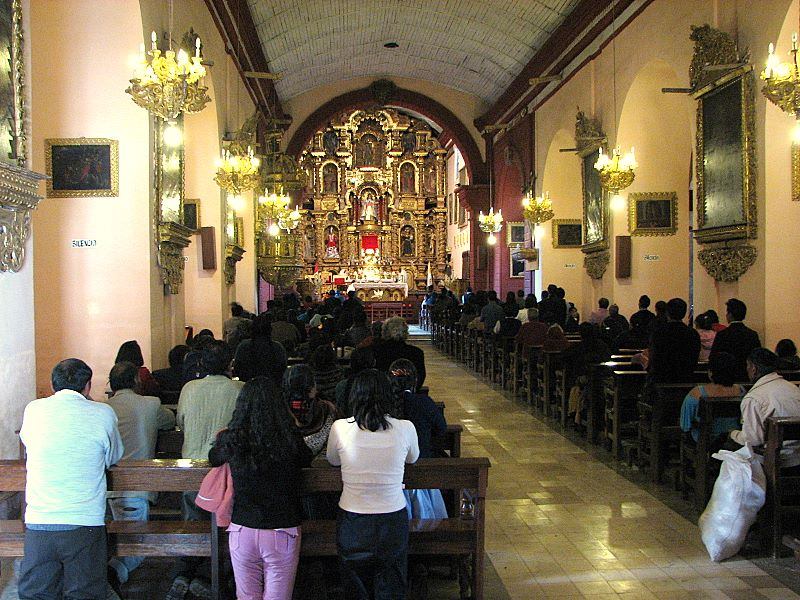
Interior de la Catedral.

Posee también un mural huancavelicano.

### Interior
En el interior resalta el altar mayor, que ocupa todo el espacio de pared a pared, elevándose hasta el techo, cubierta de una bóveda central y dos laterales, separados por cuatro arcos. En sus pinturas destacan cuadros representando al cielo, el purgatorio y el infierno, el de la última cena, la crucifixión y otros - de dimensiones grandes -, y entre las imágenes que lo distinguen de otros templos de esta ciudad destacan la del Nazareno, La Virgen de las Mercedes - patrona de la ciudad -, San Antonio de Padua - patrón de la ciudad -, el Señor de la Agonía, Jesús Nazareno, la Virgen de Lourdes, Santiago Mayor, Cristo Pobre y otros más que se veneran en este templo.